# Kurixalus bisacculus
Kurixalus bisacculus là một loài ếch trong họ Rhacophoridae. Chúng được tìm thấy ở Campuchia, Ấn Độ, Thái Lan, có thể cả Lào, và có thể cả Myanmar.
Các môi trường sống tự nhiên của chúng là các khu rừng vùng núi ẩm nhiệt đới hoặc cận nhiệt đới, vùng đất ẩm có cây bụi nhiệt đới hoặc cận nhiệt đới, sông, sông có nước theo mùa, đầm nước ngọt, đầm nước ngọt có nước theo mùa, và các đồn điền. Loài này đang bị đe dọa do mất môi trường sống.

## Hình ảnh

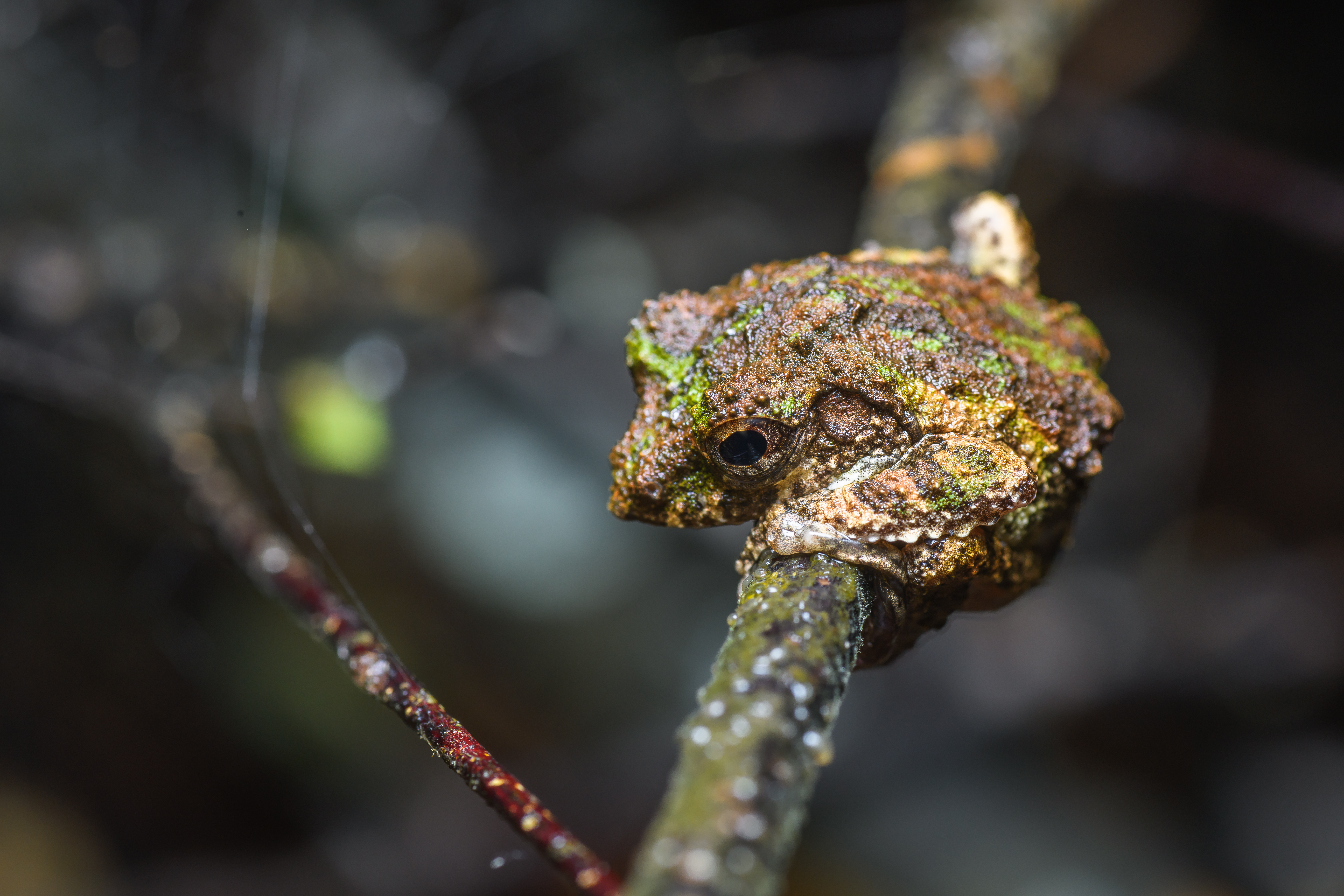
Kurixalus bisacculus (camouflage as moss) — Phu Kradueng National Park
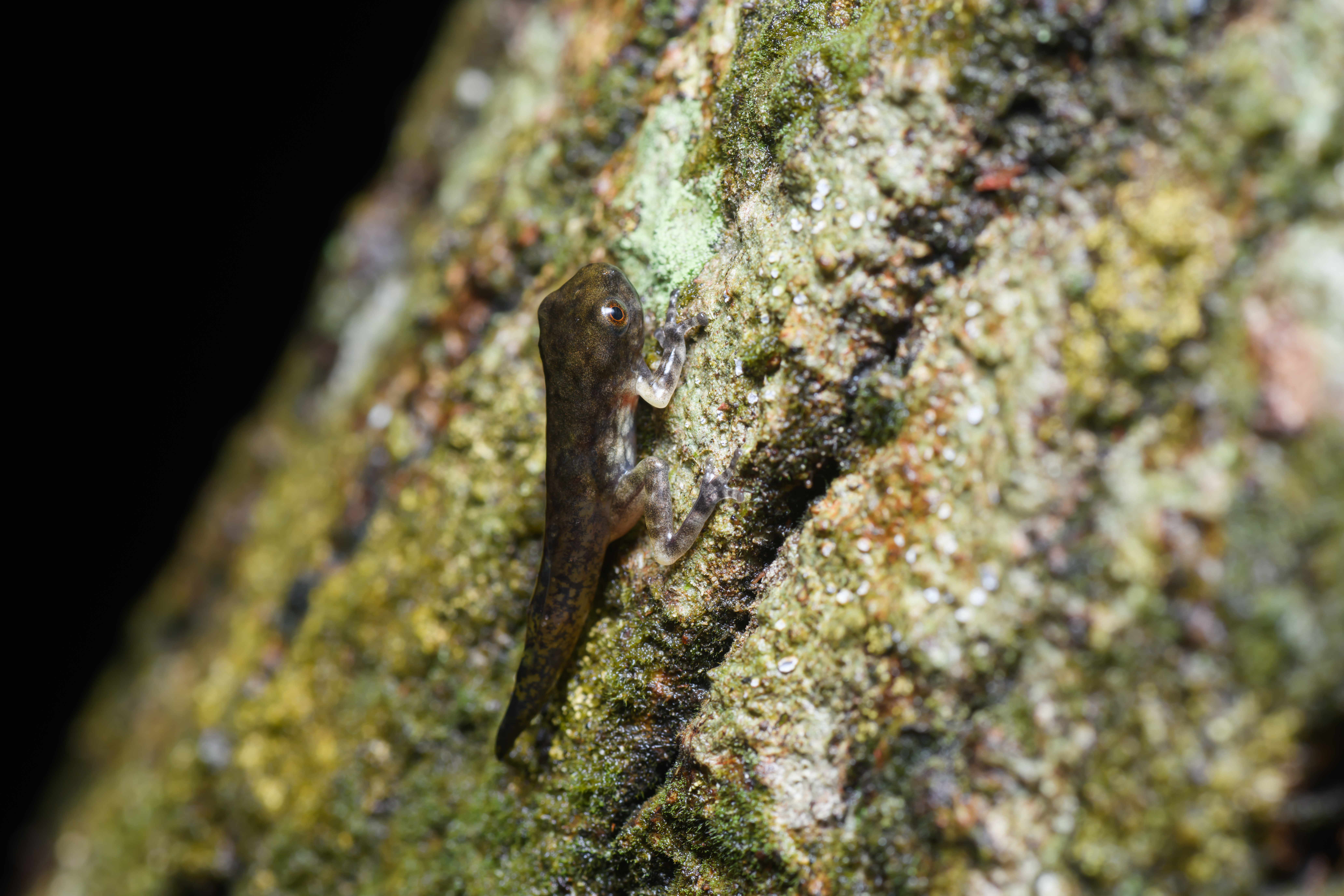
Kurixalus bisacculus (froglet) — Phu Kradueng National Park